# Kubok Rossii 2010-2011
La Coppa di Russia 2010-2011 (in russo Кубок России?, Kubok Rossii) è stata la 19ª edizione del principale torneo a eliminazione diretta del calcio russo. Il torneo è iniziato il 14 aprile 2010 ed è terminato il 22 maggio 2011, con la finale giocata allo Stadio Šinnik di Jaroslavl'. Il CSKA Mosca ha vinto la coppa per la sesta volta, battendo per 2–1 l'Alanija Vladikavkaz.

## Formula
Il torneo si dipanava su dieci turni. Nel primo parteciparono solo due formazioni di Vtoroj divizion, mentre dal successivo entrarono in scena altre squadre della stessa categoria e cinque provenienti dalla lega dilettanti. Le squadre di Pervyj divizion 2010 entrarono in scena a partire dal 5º turno, quelle di Prem'er-Liga 2010 direttamente dai sedicesimi di finale.
Tutti i turni erano in gare di sola andata.

## Primo turno
A questo turno partecipano due squadre di Vtoroj divizion. La partita fu disputata il 14 aprile 2010.
| Squadra 1           | Risultato | Squadra 2    |
| ------------------- | --------- | ------------ |
| Avtodor Vladikavkaz | 3 – 1     | FAJur Beslan |

## Secondo turno
Partecipano la vincente del primo turno, 56 squadre di Vtoroj divizion e 5 squadre di dilettanti.
Le partite furono disputate tra il 25 aprile 2010 e il 3 maggio 2011.

### Zona Ovest
| Squadra 1         | Risultato         | Squadra 2           |
| ----------------- | ----------------- | ------------------- |
| Pskov-747         | 3 – 0             | Dnepr Smolensk      |
| Zelenograd        | 1 – 0             | Voločanin-Ratmir    |
| Torpedo-ZIL       | 3 – 1             | Sportakademklub     |
| Nara-ŠBFR         | 0 – 1             | Podol'e             |
| Spartak Kostroma  | 1 – 1 (5 – 4 dcr) | Dinamo Kostroma     |
| Šeksna Čerepovec  | 3 – 1             | Dinamo Vologda      |
| Kooperator Vičuga | 1 – 1 (1 – 3 dcr) | Tekstilščik Ivanovo |

### Zona Centro
| Squadra 1      | Risultato   | Squadra 2       |
| -------------- | ----------- | --------------- |
| Znamja Truda   | 0 – 1 (dts) | Saturn-2        |
| Nika Mosca     | 1 – 2       | Torpedo Mosca   |
| Zvezda Rjazan' | 2 – 1       | Kaluga          |
| Fakel Voronež  | 0 – 1       | Lokomotiv Liski |

### Zona Est
| Squadra 1                   | Risultato | Squadra 2                    |
| --------------------------- | --------- | ---------------------------- |
| Dinamo Barnaul              | 1 – 0     | Dinamo Bijsk                 |
| Metallurg-Kuzbass           | 1 – 0     | Kuzbass Kemerovo             |
| Radian-Bajkal Irkutsk       | 2 – 0     | Čita                         |
| Sibirjak Bratsk             | 4 – 1     | Metallurg-Enisej Krasnojarsk |
| Mostovik-Primor'e Ussurijsk | 2 – 0     | ŠVSM Jakutsk                 |

### Zona Sud
| Squadra 1               | Risultato         | Squadra 2           |
| ----------------------- | ----------------- | ------------------- |
| Energija Volžskij       | 0 – 4             | SKA Rostov          |
| Astrachan'              | 0 – 0 (4 – 3 dcr) | Dagdizel' Kaspijsk  |
| Torpedo Armavir         | 4 – 1             | MITOS Novočerkassk  |
| Batajsk-2007            | 4 – 1             | Taganrog            |
| Černomorec Novorossijsk | 2 – 0             | Družba Majkop       |
| Dinamo Stavropol'       | 2 – 0             | Krasnodar-2000      |
| Mašuk-KMV Pjatigorsk    | 3 – 1             | Avtodor Vladikavkaz |
| Kavkaztransgaz-2005     | 1 – 2             | Angušt Nazran'      |

### Zona Urali-Volga
| Squadra 1                  | Risultato         | Squadra 2        |
| -------------------------- | ----------------- | ---------------- |
| Akademija Togliatti        | 0 – 1             | Sokol Saratov    |
| Dinamo Kirov               | 2 – 1 (dts)       | Chimik Dzeržinsk |
| Neftechimik                | 1 – 1 (1 – 4 dcr) | Rubin-2          |
| SOJUZ-Gazprom              | 2 – 1             | Oktan Perm'      |
| Gazovik Orenburg           | 2 – 1             | Nosta Novotroick |
| Bašinformsvjaz'-Dinamo Ufa | 0 – 0 (2 – 4 dcr) | Gornjak Učaly    |
| Čeljabinsk                 | 0 – 0 (2 – 0 dcr) | Tjumen'          |

## Terzo turno
Partecipano le 31 qualificate dal secondo turno e 17 squadre di Vtoroj divizion.
Le partite furono disputate tra il 3 e il 24 maggio 2010.

### Zona Ovest
| Squadra 1           | Risultato         | Squadra 2        |
| ------------------- | ----------------- | ---------------- |
| Sever Murmansk      | 0 – 0 (4 – 5 dcr) | Pskov-747        |
| Volga Tver'         | 1 – 0             | Zelenograd       |
| Lokomotiv-2 Mosca   | 3 – 2             | Torpedo-ZIL      |
| Podol'e             | 0 – 2             | Istra            |
| Spartak Kostroma    | 1 – 2 (dts)       | Šeksna Čerepovec |
| Tekstilščik Ivanovo | 1 – 1 (3 – 4 dcr) | Torpedo Vladimir |

### Zona Centro
| Squadra 1       | Risultato   | Squadra 2         |
| --------------- | ----------- | ----------------- |
| Saturn-2        | 3 – 1 (dts) | Vitjaz' Podol'sk  |
| Torpedo Mosca   | 1 – 0       | Avangard Podol'sk |
| Rusiči Orël     | 0 – 1       | Zvezda Rjazan'    |
| Spartak Tambov  | 1 – 3       | Zenit Penza       |
| Lokomotiv Liski | 0 – 1       | Metallurg Lipeck  |
| Metallurg-Oskol | 0 – 2       | Gubkin            |

### Zona Sud
| Squadra 1         | Risultato   | Squadra 2               |
| ----------------- | ----------- | ----------------------- |
| SKA Rostov        | 0 – 1       | Astrachan'              |
| Batajsk-2007      | 0 – 2       | Torpedo Armavir         |
| Dinamo Stavropol' | 0 – 3       | Černomorec Novorossijsk |
| Angušt Nazran'    | 1 – 0 (dts) | Mašuk-KMV Pjatigorsk    |

### Zona Urali-Volga
| Squadra 1        | Risultato | Squadra 2        |
| ---------------- | --------- | ---------------- |
| Sokol Saratov    | 2 – 1     | Volga Ul'janovsk |
| Rubin-2          | 0 – 1     | Dinamo Kirov     |
| Gazovik Orenburg | 4 – 0     | SOJUZ-Gazprom    |
| Gornjak Učaly    | 2 – 0     | Čeljabinsk       |

### Zona Est
| Squadra 1       | Risultato   | Squadra 2                   |
| --------------- | ----------- | --------------------------- |
| Dinamo Barnaul  | 2 – 0       | Metallurg-Kuzbass           |
| Sibirjak Bratsk | 0 – 6       | Radian-Bajkal Irkutsk       |
| Okean           | 3 – 2 (dts) | Mostovik-Primor'e Ussurijsk |
| Sachalin        | 2 – 0       | Smena K.N.A.                |

## Quarto turno
Partecipano le 24 qualificate del terzo turno.
Le partite furono disputate tra il 5 e il 15 giugno 2010.

### Zona Ovest
| Squadra 1        | Risultato | Squadra 2         |
| ---------------- | --------- | ----------------- |
| Pskov-747        | 1 – 0     | Volga Tver'       |
| Istra            | 2 – 1     | Lokomotiv-2 Mosca |
| Torpedo Vladimir | 1 – 0     | Šeksna Čerepovec  |

### Zona Centro
| Squadra 1        | Risultato | Squadra 2      |
| ---------------- | --------- | -------------- |
| Torpedo Mosca    | 3 – 0     | Saturn-2       |
| Zenit Penza      | 0 – 1     | Zvezda Rjazan' |
| Metallurg Lipeck | 2 – 0     | Gubkin         |

### Zona Sud
| Squadra 1               | Risultato | Squadra 2      |
| ----------------------- | --------- | -------------- |
| Torpedo Armavir         | 3 – 0     | Astrachan'     |
| Černomorec Novorossijsk | 3 – 1     | Angušt Nazran' |

### Zona Urali-Volga
| Squadra 1     | Risultato | Squadra 2        |
| ------------- | --------- | ---------------- |
| Sokol Saratov | 4 – 1     | Dinamo Kirov     |
| Gornjak Učaly | 2 – 1     | Gazovik Orenburg |

### Zona Est
| Squadra 1             | Risultato | Squadra 2      |
| --------------------- | --------- | -------------- |
| Radian-Bajkal Irkutsk | 3 – 0     | Dinamo Barnaul |
| Okean                 | 0 – 2     | Sachalin       |

## Quinto turno
Partecipano le 12 qualificate del quarto turno e le 20 squadre di Pervij divizion.
Le partite furono disputate il 1º luglio 2010.
| Squadra 1               | Risultato         | Squadra 2              |
| ----------------------- | ----------------- | ---------------------- |
| Istra                   | 0 – 0 (3 – 4 dcr) | Dinamo San Pietroburgo |
| Pskov-747               | 1 – 1 (4 – 2 dcr) | Baltika                |
| Torpedo Mosca           | 1 – 1 (4 – 2 dcr) | Chimki                 |
| Torpedo Vladimir        | 1 – 3             | Šinnik                 |
| Metallurg Lipeck        | 1 – 0             | Dinamo Brjansk         |
| Zvezda Rjazan'          | 0 – 2             | Avangard Kursk         |
| Žemčužina-Soči          | 0 – 1             | Krasnodar              |
| Černomorec Novorossijsk | 2 – 1             | Kuban'                 |
| Torpedo Armavir         | 0 – 0 (4 – 5 dcr) | Volgar'-Gazprom        |
| Rotor                   | 0 – 1 (dts)       | Saljut Belgorod        |
| Sokol Saratov           | 0 – 3             | Mordovija              |
| Nižnij Novgorod         | 1 – 1 (0 – 3 dcr) | Volga Nižnij Novgorod  |
| Gornjak Učaly           | 3 – 2 (dts)       | Ural                   |
| Irtyš Omsk              | 0 – 2             | KAMAZ                  |
| Sachalin                | 1 – 1 (3 – 2 dcr) | SKA-Ėnergija           |
| Radian-Bajkal Irkutsk   | 0 – 0 (2 – 3 dcr) | Luč-Ėnergija           |

## Sedicesimi di finale
Partecipano le 16 qualificate del quinto turno e le 16 squadre di Prem'er-Liga.
Le partite furono disputate tra il 13 e il 14 luglio 2010.
| Squadra 1               | Risultato         | Squadra 2              |
| ----------------------- | ----------------- | ---------------------- |
| Luč-Ėnergija            | 4 – 0             | Terek Groznyj          |
| Mordovija               | 1 – 2             | Dinamo Mosca           |
| KAMAZ                   | 0 – 0 (2 – 4 dcr) | Alanija Vladikavkaz    |
| Šinnik                  | 2 – 1             | Kryl'ja Sovetov Samara |
| Avangard Kursk          | 2 – 5 (dts)       | Sibir'                 |
| Dinamo San Pietroburgo  | 1 – 3             | Zenit San Pietroburgo  |
| Volga Nižnij Novgorod   | 5 – 0             | Spartak-Nal'čik        |
| Metallurg Lipeck        | 0 – 1             | Spartak Mosca          |
| Volgar'-Gazprom         | 1 – 0             | Rubin                  |
| Saljut Belgorod         | 0 – 4             | Rostov                 |
| Sachalin                | 1 – 1 (3 – 4 dcr) | Saturn                 |
| Gornjak Učaly           | 1 – 0             | Lokomotiv Mosca        |
| Pskov-747               | 1 – 2             | Anži                   |
| Torpedo Mosca           | 0 – 2             | CSKA Mosca             |
| Černomorec Novorossijsk | 0 – 1             | Amkar Perm'            |
| Krasnodar               | 2 – 1 (dts)       | Tom' Tomsk             |

## Ottavi di finale
Le gare furono tra il 22 settembre 2010 e il 6 marzo 2011.
| Squadra 1           | Risultato         | Squadra 2             |
| ------------------- | ----------------- | --------------------- |
| Alanija Vladikavkaz | 0 – 0 (5 – 4 dcr) | Gornjak Učaly         |
| Saturn              | 2 – 1             | Luč-Ėnergija          |
| Rostov              | 2 – 0             | Volgar'-Gazprom       |
| Dinamo Mosca        | 4 – 1             | Volga Nižnij Novgorod |
| CSKA Mosca          | 1 – 0             | Šinnik                |
| Anži                | 2 – 3             | Zenit San Pietroburgo |
| Sibir'              | 0 – 2             | Spartak Mosca         |
| Amkar Perm'         | 0 – 1 (dts)       | Krasnodar             |

## Quarti di finale
Le gare furono disputate il 20 aprile 2011.
| Squadra 1             | Risultato | Squadra 2  |
| --------------------- | --------- | ---------- |
| Dinamo Mosca          | 1 – 2     | Rostov     |
| Zenit San Pietroburgo | 0 – 2     | CSKA Mosca |
| Spartak Mosca         | 2 – 1     | Krasnodar  |

L'Alanija Vladikavkaz passa il turno automaticamente dopo il fallimento del Saturn.

## Semifinali
Le gare furono disputate l'11 maggio 2011.
| Squadra 1     | Risultato         | Squadra 2           |
| ------------- | ----------------- | ------------------- |
| Spartak Mosca | 3 – 3 (4 – 5 dcr) | CSKA Mosca          |
| Rostov        | 0 – 0 (5 – 6 dcr) | Alanija Vladikavkaz |

## Finale
| Arbitro: | Vladislav Bezborodov |

|                  |           |          |
| Doumbia 13’, 69’ | Marcatori | 23’ Neco |